# Evinghausen

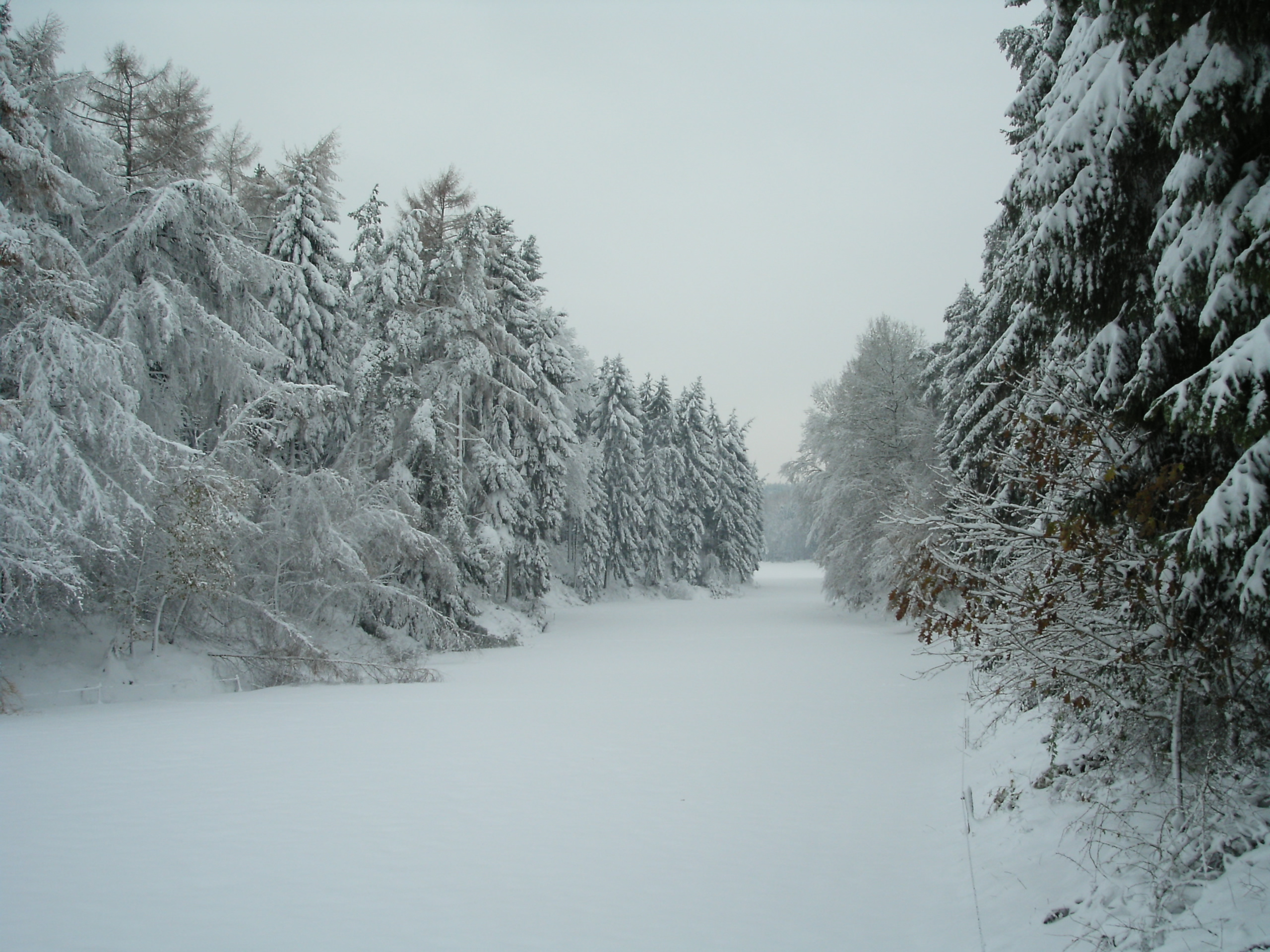
Das Uptruper Tal im Winter 2005

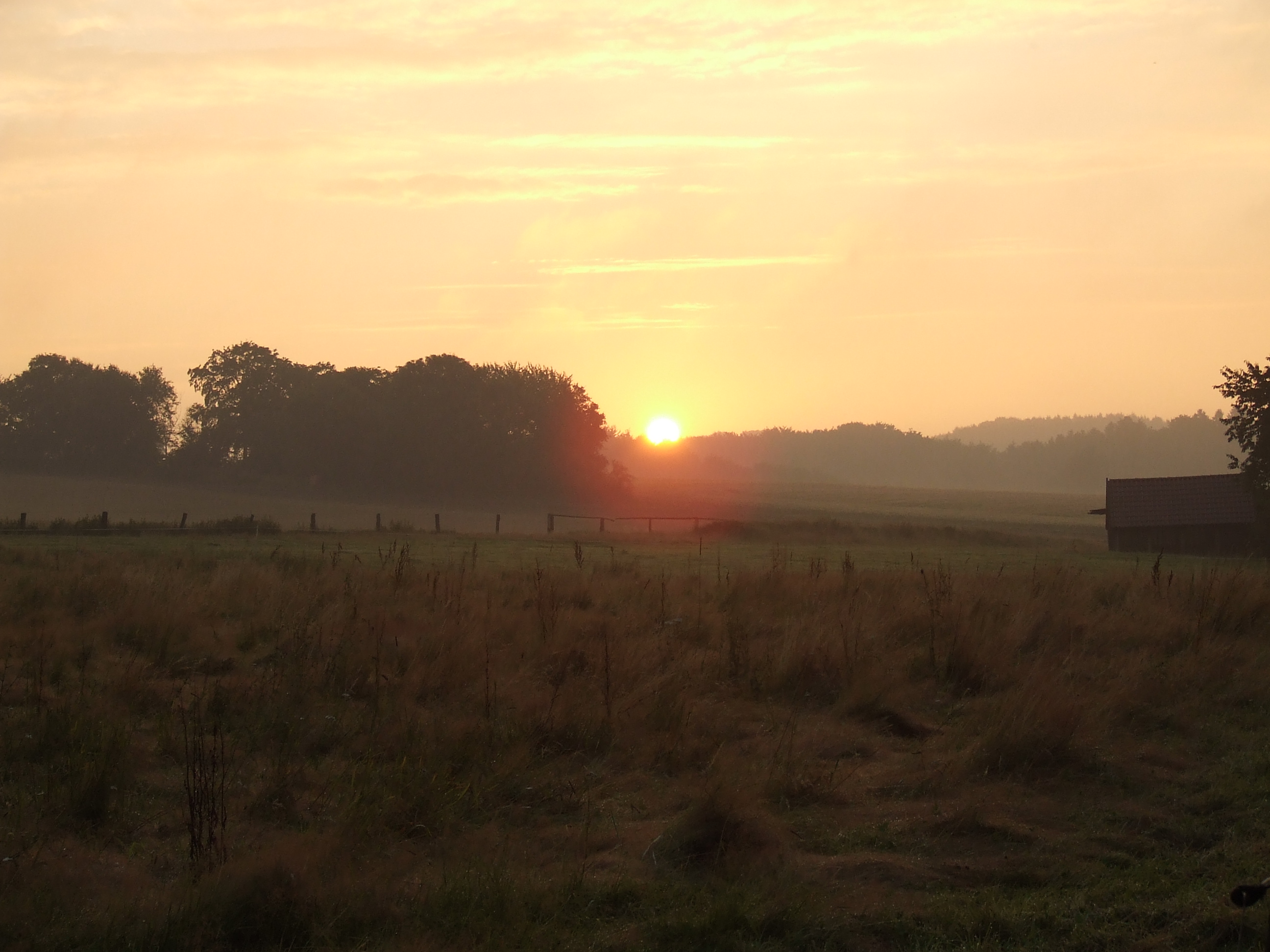
Ein Sommermorgen in Uptrup

Evinghausen ist ein Ortsteil der Stadt Bramsche. Die Bauerschaft liegt im Südosten Bramsches.
Evinghausen ist eine ländlich gelegene Streusiedlung, zu der auch die Bauerschaft Uptrup gehört.
Bekannt ist die Ortschaft vor allem durch seine 1970 aus der ehemaligen Dorfschule entstandene Waldorfschule Evinghausen, die aus Kindergarten, Schule, Bücherstube und Johanneshof als heilpädagogische Einrichtung besteht.

## Uptrup
Die Bauerschaft Uptrup mit 42 Einwohnern ist ein Teil von Evinghausen und liegt mitten auf einer Lichtung des Naturparks Nördlicher Teutoburger Wald-Wiehengebirge auf einer Höhe von ca. 250 Metern über NN.
Uptrup ist etwa 800 Jahre alt und besteht aus fünf Bauernhöfen, zwei älteren Kotten sowie einem neueren Bungalow (1970). Die Einwohner leben hauptsächlich von der Rinder- und Schweinezucht sowie dem Anbau verschiedener Getreidesorten und Biogemüse.
In Uptrup beginnt der Ameisenlehrpfad der ursprünglich von der Ameisenschutzwarte Osnabrück e. V. gebaut wurde und nun von Terra Vita erneuert wird, der Baumlehrpfad am Steinberg (ursprünglich 2002 von der Realschule Bramsche geschaffen) wurde 2025 durch die Freie Waldorfschule Evinghausen erneuert, und Teil des Radwanderweges Terra.trail 3 mit dem Themenschwerpunkt Erdgeschichte von Terra Vita sowie der Wanderweg des Heimatvereins Schmittenhöhe.

## Geschichte
Am 1. Juli 1972 wurde Evinghausen in die Stadt Bramsche eingegliedert.

## Einwohnerentwicklung
Wohnbevölkerung der Gemeinde Evinghausen mit Gebietsstand vom 27. Mai 1970:
| Datum              | Einwohner |
| ------------------ | --------- |
| 17. Mai 1939       | 234       |
| 13. September 1950 | 404       |
| 6. Juni 1961       | 263       |
| 27. Mai 1970       | 223       |